# Stasimopus mandelai
Espèce
Stasimopus mandelai est une espèce d'araignées mygalomorphes de la famille des Stasimopidae.

## Distribution
Cette espèce est endémique du Cap-Oriental en Afrique du Sud,. Elle se rencontre dans la réserve naturelle de la Great Fish River.

## Description
Les mâles mesurent de 13,40 à 15,00 mm et les femelles de 20,60 à 23,70 mm.

## Étymologie
Cette espèce est nommée en l'honneur de Nelson Mandela.

## Publication originale
- Hendrixson & Bond, 2004 : A new species of Stasimopus from the Eastern Cape Province of South Africa (Araneae, Mygalomorphae, Ctenizidae), with notes on its natural history. Zootaxa, no 619, p. 1-14.